# Никольский, Дмитрий Петрович
Дмитрий Петрович Никольский (25 октября [6 ноября] 1855, Пермь, Российская империя — 26 июня 1918, Петроград, РСФСР) — русский медик, гигиенист и общественный деятель; доктор медицины.

## Биография
Родился 25 октября (6 ноября) 1855 года в Перми.
По окончании военно-медицинской академии Санкт-Петербурга служил сперва земским врачом, а с 1888 года состоял врачом Невской фабричной лечебницы Петербурга. В 1897 году он получил степень доктора медицины.
Никольский первым в Российской империи стал преподавать курс гигиены труда и первой медицинской помощи при несчастных случаях на производстве. Свои лекции он читал в Горном (с 1897), Технологическом (с 1902) и Политехническом (с 1904) институтах столицы. Как врач-общественник он на протяжении всей жизни активно выступал за улучшение условий труда рабочих. Был участником Пироговских съездов.
После Октябрьской революции 1917 года Никольский служил в Отделе охраны труда Петроградского областного отдела труда.
Умер 26 июня 1918 года в Петрограде.